# Idioma rusino
El rusino (русинська мова, rusynska mova) es un idioma eslavo oriental hablado por los rusinos, que junto con el bielorruso y el ucraniano comparten un antecedente lingüístico común, el antiguo ruteno. 
Las opiniones difieren entre los lingüistas con respecto a si el rusino es un idioma distinto dentro del grupo eslavo oriental o un dialecto del ucraniano. Las implicaciones políticas se añaden a la controversia. 
El rusino es hablado en el óblast de Transcarpacia en Ucrania, en el noreste de Eslovaquia, el sureste de Polonia (donde suelen recibir el nombre de łemkowski 'Lemko', por su característico uso de la palabra lem/лєм 'solo'), y Hungría (donde tanto las personas como el idioma son llamados rutenos).
El idioma rusino panónico en Serbia es algunas veces incluido dentro del grupo idiomático rusino, aunque algunos lingüistas lo consideran perteneciente al grupo eslavo occidental. En Ucrania, el rusino es considerado normalmente como un dialecto del ucraniano, ya que está muy cercano al dialecto ucraniano hutsul, aunque algunos de sus hablantes prefieren considerarse a sí mismos como diferentes de los ucranianos.
Los intentos de estandarizar el idioma han tenido dificultades al estar divididos entre cuatro países, por lo que en cada uno de estos ha derivado en una ortografía distinta (en cada caso con letras cirílicas) y normas gramaticales basadas en los diferentes dialectos rusinos. El centro cultural de los carpato-rusinos es Prešov en Eslovaquia, Uzhgorod y Mukáchevo en Ucrania, Krynitsa y Legnica en Polonia y Budapest en Hungría. Muchos rusinos viven en Canadá y en los Estados Unidos. Es muy difícil contabilizar los rusinohablantes, pero su número puede estimarse en el millón de personas, la mayoría de ellos en Ucrania y Eslovaquia. 
El primer país en reconocer el idioma rusino, más exactamente el rusino panónico, fue oficialmente la antigua Yugoslavia. En 1995, los rusinos fueron reconocidos como una realidad lingüística de Eslovaquia, disfrutando del estatus de Idioma Oficial en los ayuntamientos donde más del 20 % de sus habitantes hablen rusino.
Habitualmente se considera que el idioma rusino está dividido en las siguientes variedades:
- Lemko, hablado  principalmente fuera de Ucrania en la región de Prešov de Eslovaquia, a lo largo de la vertiente sur de los Cárpatos. Antes era hablando en la vertiente septentrional de estas montañas, en lo que hoy día es el suroeste de Polonia, con anterioridad a la Operación Vistula, pero está reviviendo nuevamente.
- Rusino doliniano o rusino subcarpático, hablado en el óblast de Zakarpatia en Ucrania.
- Rusino pryashiv es el rusino hablado en la región de Prešov (en rusino:  Pryashiv/Pryashuv) en Eslovaquia, así como en algunas comunidades de emigrados, principalmente en los Estados Unidos.
- Rusino panónico, hablado en el noroeste de Serbia y este de Croacia. También llamado dialecto Bachea (Bačka); es uno de los idiomas oficiales de la provincia autónoma serbia de la Voivodina.
- Hutsul, hablado en las zonas montañosas de las provincias de Suceava y Maramures en Rumanía, y los extremos meridionales del óblast de Ivano-Frankivsk en Ucrania (así como en partes del óblast de Chernivtsi y del óblast de Zakarpatia), y en la ladera septentrional de los Cárpatos, en la región de Hutsulshchina.
- Boiko, hablado en la región septentrional de las montañas de los Cárpatos en los óblast de Leópolis e Ivano-Frankivsk en Ucrania y en la región de Bóikivshchina. Se puede escuchar a lo largo de la frontera en el Voivodato subcarpático en Polonia.

Los dialectos boiko, hutsul y doliniano (conocido este último también como la variante transcarpática del ucraniano) son identificados por algunos lingüistas y por sus propios hablantes como dialectos ucranianos y no rusinos, considerándose variedades del ucraniano.
Algunas de las particularidades de esta lengua son:
1. Ausencia del sonido [y], por lo que solo cuentan con la letra и.
2. Pronunciación de [e] de la letra e.
3. Paso de las з y c blandas ([z'], [s']) a ж [ʒ] y ш [ʃ].
4. Paso de д y m blandas ([d'], [t']) a дз [dz'] y ц [ts'].
5. Acento fijo en la penúltima sílaba.
6. Ausencia del vocalismo pleno.

## Alfabeto
| Mayúscula | Minúscula | Nombre             | Translit. | Pronunciación | Notas                                                   |
| --------- | --------- | ------------------ | --------- | ------------- | ------------------------------------------------------- |
| А         | а         | a                  | a         | /a/           |                                                         |
| Б         | б         | бы                 | b         | /b/           |                                                         |
| В         | в         | вы                 | v         | /v/           |                                                         |
| Г         | г         | гы                 | h         | /ɦ/           |                                                         |
| Ґ         | ґ         | ґы                 | g         | /g/           |                                                         |
| Д         | д         | ды                 | d         | /d/           |                                                         |
| Е         | е         | e                  | e         | /je/          |                                                         |
| Є         | є         | є                  | je        | /je/          |                                                         |
| Ё         | ё         | ё                  | jo        | /ʏ/           | no existe en el rusino panónico                         |
| Ж         | ж         | жы                 | ž         | /ʒ/           |                                                         |
| З         | з         | зы                 | z         | /z/           |                                                         |
| И         | и         | и                  | y         | /ɪ/           |                                                         |
| І         | і         | i                  | i         | /i/           | no existe en el rusino panónico                         |
| Ы         | ы         | ы                  | y         | /ɨ/           | no existe en el rusino panónico                         |
| Ї         | ї         | ї                  | ji        | /ji/          |                                                         |
| Й         | й         | йы                 | j         | /j/           |                                                         |
| К         | к         | кы                 | k         | /k/           |                                                         |
| Л         | л         | лы                 | l         | /l/           |                                                         |
| М         | м         | мы                 | m         | /m/           |                                                         |
| Н         | н         | ны                 | n         | /n/           |                                                         |
| О         | о         | o                  | o         | /o/           |                                                         |
| П         | п         | пы                 | p         | /p/           |                                                         |
| Р         | р         | ры                 | r         | /r/           |                                                         |
| С         | с         | сы                 | s         | /s/           |                                                         |
| Т         | т         | ты                 | t         | /t/           |                                                         |
| У         | у         | у                  | u         | /u/           |                                                         |
| Ф         | ф         | фы                 | f         | /f/           |                                                         |
| Х         | х         | хы                 | x, ch     | /x/           |                                                         |
| Ц         | ц         | цы                 | c         | /ts/          |                                                         |
| Ч         | ч         | чы                 | č         | /ʧ/           |                                                         |
| Ш         | ш         | шы                 | š         | /ʃ/           |                                                         |
| Щ         | щ         | щы                 | šč        | /ʃʧ/          |                                                         |
| Ѣ         | ѣ         | їть                |           | /ji/,/i/      | Usado antes de la Segunda Guerra Mundial                |
| Ю         | ю         | ю                  | ju        | /ju/          |                                                         |
| Я         | я         | я                  | ja        | /ja/          |                                                         |
| Ь         | ь         | мнягкый знак (ірь) | ′         | /ʲ/           | signo que precede a la palatalización de una consonante |
| Ъ         | ъ         | твердый знак (ір)  | ′         |               | no existe en el rusino panónico                         |